# Paul Watzlawick
Paul Watzlawick, né le 25 juillet 1921 à Villach (Autriche) et mort le 31 mars 2007 à Palo Alto (Californie)  est un psychologue jungien, psychothérapeute, et sociologue américain, d'origine autrichienne. Ses travaux ont porté sur la thérapie familiale et la psychothérapie générale. Grâce à ses talents d'écriture et de clinicien, il est un des rares à avoir diffusé la pensée du MRI à travers le monde.  C'est un théoricien de la communication et du constructivisme radical, membre fondateur de l'École de Palo Alto.

## Biographie
Watzlawick termine ses études secondaires en 1939 dans sa ville natale de Villach. Pendant la Seconde Guerre mondiale, Paul Watzlawick, prisonnier politique en Allemagne, s'évade et est recueilli par les Britanniques. À la fin de la guerre, il est démobilisé en Italie et entre dans les services de police de la ville de Trieste. En 1945, il s'installe à Venise et étudie la philosophie du langage et la philologie à l'université « Ca' Foscari » de Venise. Il étudie la logique (influence de Ludwig Wittgenstein, Gottlob Frege et Kurt Gödel). En 1949, Il obtient un diplôme de docteur en philosophie. De 1949 à 1954, il se forme ensuite à l'Institut Carl Jung à Zurich, où il obtient un diplôme en psychologie analytique en 1954.
Il obtient un poste pour les Nations unies en Italie. Après un séjour à Bombay, il enseigne la psychologie analytique et la psychothérapie à l'université du Salvador de 1957 à 1959.
En 1960, il se rend à Philadelphie pour étudier l'approche thérapeutique de John Rosen à l'Institute for Direct Analysis. C'est là qu'il rencontre Ray Birdwhistell et Albert Scheflen. Ce dernier le présente à Donald D. Jackson qui s'arrange pour le faire venir à Palo Alto en Californie pour faire des recherches à l'Institut de recherche mentale (IRM). Il devient l'un des piliers de l'Institut. En 1967 et les années suivantes, il enseigne la psychiatrie à l'université Stanford.
Ce groupe de chercheurs avec entre autres Gregory Bateson, Jay Haley, et Don Jackson, Paul Watzlawick va faire de cette École de Palo Alto une référence dans les domaines des théories de la communication, de la psychothérapie et de la thérapie familiale. Ils ont une influence fondamentale sur le constructivisme en étant les premiers à établir un lien entre communication, relations familiales et désordres mentaux. Ils s'intéressent également aux pratiques en thérapie, notamment la thérapie brève, tout en s'appuyant sur la façon dont apparaissent les troubles du patient plutôt que sur leur raison et en adoptant un point de vue nouveau sur les patients, les maladies et les thérapies. Paul Watzlawick a contribué à l'histoire de la psychologie en avançant une idée majeure : « Il n' y a pas d'individu malade en soi mais des systèmes sociaux et familiaux qui induisent des pathologies. »
Paul Watzlawick et l'École de Palo Alto ont eu une influence majeure sur les chercheurs et les psychothérapeutes du monde entier.
Watzlawick est coauteur de 15 livres qui ont donné lieu à 74 éditions en langues étrangères et a rédigé plus de 130 articles. Il a coécrit avec J. Beavin et D. Jackson un essai qui a révolutionné les sciences humaines Une logique de la communication.
En 1968 il devient porte-parole du Mental Research Institute et rédige des fondements qui vont remettre en cause l'approche psychanalytique classique.
Il reçoit en 1993 les insignes de docteur honoris causa de l'université Michel-de-Montaigne Bordeaux III.

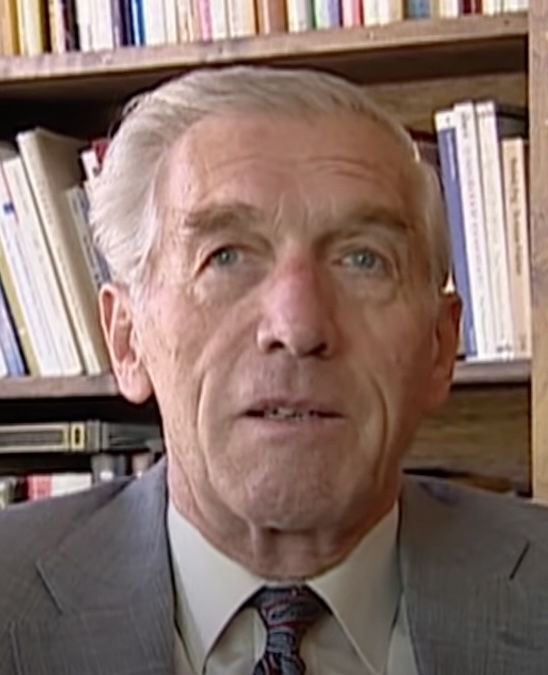
Paul Watzlawick

## Travaux
Dans ses écrits, Paul Watzlawick a notamment dénoncé les alternatives illusoires, sournoisement pathogènes (ce qu'il a appelé des doubles contraintes). Réciproquement, celles-ci sont utilisables pour sortir d'un dilemme dévastateur.
L’œuvre de Paul Watzlawick comporte deux grandes orientations : l’une théorique et l’autre thérapeutique. Chacun des ouvrages de cet auteur comprend les deux dimensions. Ceux-ci sont agrémentés de nombreux exemples issus de nombreux domaines de la connaissance : philosophie, linguistique, histoire de la psychologie, littérature, journalisme, publicité, anecdotes, etc.
La dimension théorique comporte quelques postulats : 1- la communication est inévitable entre les humains ; 2 – la réalité est le résultat d’une construction (c. f. La réalité de la réalité) ; 3 – le cerveau comprend deux hémisphères : le gauche orienté rationalisation et le droit orienté émotion (théorie de l'asymétrie cérébrale).
Paul Watzlawick et l'École de Palo Alto ont formulé plusieurs théories dans le domaine de la communication. Dans Une logique de la communication, il présente avec ses coauteurs Beavin et Jackson, la notion de contexte ou cadre de référence, celle de rétroaction ou « feedback » et les différents niveaux de communication (analogique et numérique).
Watzlawick, Beavin et Jackson écrivent que la communication humaine peut se diviser en trois domaines : syntaxe, sémantique et pragmatique. Ces trois domaines ont été distingués par Charles W. Morris dans son livre Foundations of the Theory of Signs et repris par Rudolph Carnap dans Introduction to Semantics (1942). La syntaxe n'est pas le sens du message mais les symboles qui le constituent. Le sens du message appartient au domaine de la sémantique. La pragmatique est le résultat de la communication : « la communication affecte le comportement, et c'est à son aspect pragmatique ».
Le contexte ou cadre de référence réside dans le domaine de la pragmatique. Il permet de mieux saisir le sens de l'échange ou tout simplement la situation. Ils utilisent plusieurs exemples pour faire comprendre la notion de cadre de référence notamment celle des renards et des lapins de garenne au Canada. Cela vaut aussi pour les êtres humains. Ainsi, lorsqu'il y a communication, l'échange se fait obligatoirement dans un contexte bien défini.
La définition du phénomène de rétroaction la plus claire est écrite par Thomas Hora « Pour se comprendre soi-même, on a besoin d'être compris par l'autre. Pour être compris par l'autre, on a besoin de comprendre l'autre. ».
Cela met en avant que l'information ne va pas seulement d'un point A à un point B mais que A a un effet sur B qui lui influence les actes suivants de A et que A et B sont eux-mêmes influencés par le contexte de l'échange qui influence le contexte en retour. Ce phénomène fonctionne de manière circulaire comme l'influence de la quantité de lapins de garenne sur le nombre de renards, sauf que dans le cadre de l'humain c'est la communication qui provoque l'action.
Lors de chaque interaction il y a des entrées d'information dit "input". Ces informations peuvent modifier ou maintenir la relation et cela se traduit par une rétroaction positive ou négative. La rétroaction négative maintient la relation à un niveau stable alors que celle positive implique un changement, il y a perte de l'équilibre. « Dans cette relation il y aura alors une personne dominante et une dominée. ». Pour résumer : « Les systèmes autorégulés, c'est-à-dire les systèmes à rétroaction, appellent une philosophie qui leur soit propre (…) dans laquelle les concepts de modèle ("pattern") et d'information seraient aussi fondamentaux que ceux de matière et d'énergie au début du siècle. »
Pour communiquer, nous utilisons des signaux tels que des mots, des gestes ou même des postures, etc. qui doivent répondre à un code commun. L'École de Palo Alto les a classés en deux types de communication : 
1. La communication numérique soit analytique, logique, précise et elle explique et interprète : c'est une communication qui nécessite de la part des interlocuteurs une connaissance des codes.
2. La communication « analogique», c'est-à-dire affective et plus floue, elle utilise des symboles : c'est une communication comprise de tous.

Ces deux types de communication se retrouvent dans le fonctionnement des machines.
La communication numérique :
Dans le fonctionnement des processeurs,mémoires et autres boîtiers d'entrées/sorties, car ils utilisent principalement des "digits" ou bits qui envoient un signal soit à 1 soit à 0.
La communication analogique :
Dans le fonctionnement des postes de radio, des amplis, des anciens tourne-disques.
Ils font appel à des composants qui utilisent des grandeurs analogues discrètes et positives comme les transistors, les lampes, les résistances et condensateurs. La valeur du signal ne passera pas que d'un état 0 à un état 1 instantanément et seulement à ceux-ci.
Ce signal pourra prendre n'importe quelle valeur entre ces deux états tout en y incorporant des valeurs de temps, d'amplitude, de fréquence, etc. Ces valeurs sont nommées analogiques.
Selon son hypothèse, il n'existe pas de réalité absolue, mais seulement des conceptions subjectives et souvent contradictoires de la réalité. Dans son ouvrage il parle de la « pragmatique de la communication » un nouveau champ de recherche scientifique dans lequel il va se poser des questions et penser que la réalité est une illusion dangereuse à laquelle il nous met en garde surtout quand elle a une définition qui nous est imposée. Il existe deux niveaux de réalité : 
- une réalité de premier ordre : celle que nous percevons par nos cinq sens (la vue, le toucher, l'odorat, le goût et l'ouïe) ;
- une réalité de second ordre : la signification que nous donnons à la première réalité.

La dimension thérapeutique vise principalement un changement (voire une résolution) vis-à-vis d’un problème. Il existe deux types de changement : un changement qui n’a pas d’effet thérapeutique (de type 1 : tentative spontanée du sujet qui consiste en un « plus de la même chose ») et un changement qui a un effet thérapeutique appelé méta-changement (de type 2 : construit dans une relation thérapeutique). Les techniques principales pour parvenir à un méta-changement sont :
1. le recadrage
2. la prescription du symptôme
3. la prescription du comportement
4. le déplacement du symptôme
5. l’alternative illusoire
6. l’utilisation de la résistance

Paul Watzlawick, Janet Helmick Beavin et Don De Avilla Jackson, en 1967, tracent quelques axes pour l'étude des troubles humains qui peuvent être un lien avec la communication. La pragmatique de la communication est apparue comme une tentative d'ordonner les conceptualisations du groupe de Bateson. Watzlawick, Jackson et Beavin ont avancé les cinq axiomes qui la fondent. Ils présentent de manière synthétique, en examinant simplement l'un après l'autre chacun des cinq axiomes et en définissant au passage les concepts qui constituent la théorie. Gregory Bateson, grâce à ces concepts fondateurs, a permis cette axiomatique.
Les cinq axiomes sont nécessaires afin d'avoir un processus de communication et de fonctionnement de compétence entre deux personnes. Quand il s'agit de cette théorie, la mauvaise communication se produit lorsque tous les communicateurs n'ont pas le même langage. Cela se produit quand les personnes ont des points de vue différents de la parole. Les axiomes suivants peuvent expliquer comment une mauvaise communication peut se produire. Si l'un de ces axiomes est en quelque sorte perturbé, la communication peut échouer. Tous ces axiomes sont issus de travaux de Bateson, dont une grande partie est recueille dans Les étapes d'une écologie de l'esprit (1972).
1. Axiome d'impossibilité : « On ne peut pas ne pas communiquer »:
La communication humaine est comprise comme des séquences d'échanges de signes, volontaires et délibérés ou non, considérés dans leur dimension interpersonnelle. La communication sociale, médiatique n'est pas l'objet premier de cette théorie. De ce point de vue, tout comportement prend pour tout témoin valeur de message. Se comporter c'est devenir accessible à l'observation. Pour un être humain il est impossible de ne pas agir. Dès lors, tout est interprétable et, par conséquent, tout est communication. Lorsque deux personnes sont en présence l'une de l'autre, elles n'ont pas d'autre choix que l'acceptation de la communication ou son refus, lequel doit être communiqué. La tentative d'annulation conduit au paradoxe puisqu'on ne peut pas signifier que l'on ne veut pas communiquer sans communiquer. En conséquence, communiquer c'est exercer consciemment ou non une forme d'influence sur autrui et donc, il est impossible de ne pas influencer. Ainsi lorsque deux personnes se voient, chacune ne peut pas ne pas influencer l'autre. L'interaction désigne l'action et la réaction interpersonnelles qui mettent en jeu les messages verbaux et les conduites. Le concept rend compte de ce que les conduites d'une personne sont déterminées par les réponses des autres. On ne peut donc comprendre les actes d'une personne sans les envisager au sein de l'ensemble des actions des personnes de son entourage. Car tout comportement particulier est fonction des restrictions apportées par le groupe qui relèvent de la culture propre au groupe, c'est-à-dire de ses règles.
2. Axiome d'englobement : « Toute communication présente deux aspects, le contenu et la relation, tels que le second englobe le premier et, par suite, est une métacommunication »
La notion de relation, telle que l'entend la pragmatique de la communication humaine, est le lien entre deux grandeurs : le récepteur et l'information. Les propositions relatives à la relation sont des discours sur le discours qui englobent celles relatives aux contenus et leur donnent un sens. Le contenu et la relation dans la communication relèvent de types différents : tout énoncé constatif ou performatif se trouve inclus dans le message reçu d'une personne et qui va donner sa valeur au message. La valeur de vérité d'un message est de type supérieur à celui du message puisque c'est un énoncé sur un énoncé, qui relève de la métalangue. Il est impossible à un message d'affirmer de lui-même qu'il est vrai. Le conflit interpersonnel constitue un support typique d'étude des perturbations de la communication résultant d'une confusion entre contenu et relation. Toutes les communications sont basées sur la façon dont le locuteur veut être compris et comment il perçoit sa relation avec le récepteur de l'information. L'aspect relationnel de l'interaction est connu comme méta-communication : c'est une communication sur la communication où le message et la relation sont toujours les éléments les plus importants dans la communication.
3. Axiome de la ponctuation : « L'analyse de la communication dépend de la ponctuation des séquences de communication entre les partenaires »
L'expéditeur et le récepteur de la structure des informations du flux de communication interprètent leur propre comportement lors de la communication : chaque partenaire pense que l'autre est la cause d'un comportement spécifique. Au cours de la communication, ils vont eux-mêmes pouvoir isoler un comportement de leur partenaire dans l'échange pour lui attribuer la fonction de déclencheur de leur propre réaction. Un désaccord sur la manière de ponctuer les échanges pourra renvoyer à une opposition sur les causes et les effets d'une situation et par là, entraîner un conflit.
4. Axiome de la double nature de la communication : « Les êtres humains utilisent deux modes de communication : numérique et analogique »
Les signes échangés dans la communication peuvent être verbaux ou non verbaux. Les premiers sont symboliques, codés et numériques. Les seconds sont imagés et ont été appelés "analogiques". Imagé est pris au sens large et inclut l'image proprement dite, les sons, les gestes, les odeurs, les goûts. La communication non verbale est dépourvue de syntaxe.
5. Axiome de réciprocité : « Tout échange de communication est symétrique ou complémentaire, selon qu'il se fonde sur l'égalité ou la différence. »
La relation est la position relative de deux personnes dans la communication. La notion de symétrie a été introduite par Bateson. Lorsque la relation est symétrique, les participants se codéfinissent comme égaux. Si les relations sont fondées sur l'égalité, les partenaires adoptent un comportement en miroir, caractérisé par une minimisation de la différence. Lorsque les relations sont fondées sur la différence, les comportements des partenaires se complètent et renforcent les écarts. Dans ce cas-là, l'un des partenaires occupe une position qui est qualifiée de haute. L'autre prend lui-même une position complémentaire basse. Des concurrences peuvent naître pour la position haute ou la position basse pouvant faire survenir une dégradation de la relation qui conduit au conflit.

## Œuvres
- An Anthology of Human Communication, Text and Tape, 1964, Science and Behavior Book, préface de Gregory Bateson
- A review of the Double Bind Theory, in Jackson Human Communication : Communication, Family and Marriage, 1968, Science and Behavior Book
- La réalité de la réalité : Confusion, désinformation, communication…, 1978, collection Points, 1984
- Le langage du changement. Éléments de communication thérapeutique, 1978, trad. Seuil, 1980
- L'invention de la réalité, Contributions au constructivisme, 1981. Plusieurs auteurs sous la direction de Paul Watzlawick, notamment Ernst von Glasersfeld et Heinz von Foerster, trad. Seuil, 1985 réed. 1984 et trad. 1988
- Faites vous-mêmes votre malheur, [(en) The Situation Is Hopeless but Not Serious: The Pursuit of Unhappiness], 1983, Norton ; trad. Jean-Pierre Carasso, Seuil novembre 1984,  (ISBN 2-02-006992-X) ; rééd. poche Points Une parodie des livres de conseils pratiques
- Comment réussir à échouer  [(en) Ultrasolutions], 1986, Norton ; trad. Anne-Lise Hacker, Seuil 1988 ; rééd. poche Points, 2014
- Les cheveux du Baron de Munchausen, 1988, trad. Seuil 1991
- Guide non conformiste pour l'usage de l'Amérique, Seuil, 1987
- Sur l'interaction: travaux du Mental Research Institute Palo Alto, 1965-1974 , Seuil, 1981

En collaboration
- Avec Janet H. Beavin et Donald D. Jackson, Une logique de la communication, 1967, Norton, trad. Seuil, 1972  (ISBN 978-2020052207)
- Avec Giorgio Nardone, L'art du changement: thérapie stratégique et hypnothérapie sans transe, 1990, trad. L'esprit du temps, 1993
- Avec Giorgio Nardone, Stratégies de la Thérapie Brève, 1997
- Avec John Weakland et Richard Fisch, Changements : paradoxes et psychothérapie, 1974, Norton, trad. Seuil, 1975, collection Points, 1981
- Avec John Weakland, Sur l'interaction, 1977, Norton, trad. Seuil 1981. Comprend plusieurs articles de Donald D. Jackson

## Citations
- « Une idée, pour peu qu'on s'y accroche avec une conviction suffisante, qu'on la caresse et la berce avec soin, finira par produire sa propre réalité », Faites vous-mêmes votre malheur, Seuil (2009), p. 54
- « La communication est une condition sine qua non de la vie humaine et de l'ordre social », Une logique de la communication, 1967, Point Seuil, p. 7 (variante : "on ne peut pas ne pas communiquer")
- « De toutes les illusions, la plus périlleuse consiste à penser qu'il n'existe qu'une seule réalité », La réalité de la réalité, Paul Watzlawick, éd. Éditions du Seuil, 1978, p. 7
- « La survie des êtres vivants dépend de l'information convenable ou non qu'ils reçoivent sur leur environnement », La réalité de la réalité, Paul Watzlawick, éd. Éditions du Seuil, 1978, p. 13